# Thomas Olsson (jurist)
Thomas Olsson, född 2 februari 1963 i Stockholm, är en svensk advokat som är inriktad på brottmål.
Han började under tidigt 1980-tal att läsa matematik men bytte senare till juridik efter att ha sett matematikens ”begränsade samhällstillvändhet”. Han läste juristprogrammet vid Stockholms universitet. I mitten av 1990-talet arbetade han som biträdande jurist. Han blev sedan advokat vid advokatbyrån Silbersky. I dag är han advokat och delägare på Fria Advokater. Han fick advokattiteln 1997.

## Uppmärksammade fall
- Thomas Quick
- Al-Barakat och Ahmed Yusuf
- Fallet Ulf
- Fallet Kevin[2]
- Martin Schibbye och Johan Persson
- Södertäljenätverket